# Шереметев, Василий Борисович
Василий Борисович Шереметев  (1622 — 24 апреля (4 мая) 1682) — русский военный и государственный деятель, стольник, боярин (1653), наместник белозерский (1653). Воевода ряда городов, в том числе стратегического Киева. Полководец в русско-польской войне 1654—1667 годов. Возглавляемый им поход 1660 года на Речь Посполитую из-за измены Юрия Хмельницкого окончился капитуляцией под Чудновом — наиболее чувствительным поражением России в ходе войны. Выданный поляками крымскому хану Шереметев провёл 21 год в крымском плену в нечеловеческих условиях. Тяжелобольной и ослепший, он был освобождён после заключения Бахчисарайского мира в 1681 году и умер через полгода после возвращения в Россию.

## Биография
Сын боярина и воеводы Бориса Петровича Шереметева (ум. 1650) и его первой жены Екатерины Никитичны.

### Служба при Михаиле Фёдоровиче
Стольник Василий Борисович Шереметев впервые упоминается в разрядах, 30 января 1637 года присутствовал во время приёма польского гонца Адама Орлика. В январе 1639 года переносил из царских хором в Архангельский собор тела умерших царевичей Ивана и Василия Михайловичей, несколько раз «дневал и ночевал» при их гробах. В 1640—1645 годах — рында при приёмах персидских, грузинских, хивинских и турецких посольств. На должности рынд (почётных телохранителей) обычно назначись «благообразные юноши», а Василий Борисович Шереметев был красив собой. Современники, видевшие его двадцать лет спустя, говорили о том, что «черты лица Шереметева прекрасны, у него высокий лоб и живые глаза». В декабре 1640 года В. Б. Шереметев сопровождал царя Михаила Фёдоровича в его богомольном «походе» во Владимир и наряжал вина за царским столом. 27 марта 1642 года наряжал вина в день поставления в патриархи архимандрита симоновского Иосифа. 20 ноября 1643 года Василий Борисович Шереметев, назначенный царским возницей, сопровождал государя в его поездке в село Покровское. 21 января 1644 года В. Б. Шереметев в чине рынды участвовал в торжественном приёме в Грановитой палате датского принца Вальдемара. В тот же день после приёма В. Б. Шереметев был одним из двадцати четырёх чашников, носивших напитки за «государев стол». В мае 1645 года Василий Борисович Шереметев был отправлен на воеводство во Мценск.

### Служба при Алексее Михайловиче
28 декабря 1645 года стольник Василий Борисович Шереметев присутствовал на венчании на царство в Успенском соборе нового царя Алексея Михайловича. Во время обряда венчания он вместе со своими двоюродными братьями, Петром Васильевичем и Василием Ивановичем Шереметевыми, стоял у чертожного места с царским подножием.
В конце 1645 года в Москве было получено известие о готовящемся нападении крымского хана на южнорусские владения. Царь Алексей Михайлович решил отправить на южные рубежи «для приходу крымского царя, крымских и ногайских людей», войско под командованием князя Никиты Ивановича Одоевского, Василия Петровича и Василия Борисовича Шереметевых. В феврале 1646 года по разрядной росписи воеводы Василий Борисович Шереметев и Иван Захарьевич Ляпунов должны были стать во главе сторожевого полка в Яблонове. После прибытия русских полков на границу царское правительство решило переместить оборонительную линию к северу, поближе к Москве. По новой росписи Василий Борисович Шереметев со сторожевым полком расположился в Ельце, а в июне перешёл в Оскол.
В августе 1646 года стольник Василий Борисович Шереметев подал царю челобитную на оскольского осадного воеводу Дмитрия Ивановича Репея-Плещеева, который нарушил царский указ и отказался «быть с ним в сходе». Царь Алексей Михайлович за бесчестье В. Б. Шереметева приказал посадить Д. И. Плещеева в темницу на три дня. Вскоре царское правительство, получив новую информацию о возможном нападении крымских татар, приказало Василию Борисовичу Шереметеву со сторожевым полком находиться в Ельце. Здесь он простоял до 12 декабря 1646 года, когда на «береговую службу» были присланы новые воеводы.
В 1647—1648 годах Василий Борисович Шереметев находился при царском дворе, во время праздничных обедов «смотрел в кривой стол», дважды ездил к польскому послу Адаму Киселю за столом от государя, а 16 января 1648 года был в числе поезжан на первой свадьбе царя Алексея Михайловича с Марией Ильиничной Милославской.
В августе 1648 года Василий Борисович Шереметев был назначен на место Бориса Ивановича Морозова начальником судного владимирского приказа. Князь Иван Андреевич Хилков, ставший главой московского судного приказа, бил челом царю на В. Б. Шереметева, что ему «невместно» быть с ним. Царь Алексей Михайлович приказал князя И. В. Хилкова заключить в темницу. Василий Борисович Шереметев находился во главе Владимирского судного приказа около восьми месяцев.
В 1649—1652 годах стольник Василий Борисович Шереметев находился на воеводстве в Тобольске. В мае 1649 года В. Б. Шереметев был назначен первым воеводой в Тобольске. Его товарищем и вторым воеводой был назначен Тимофей Дмитриевич Лодыгин. В Тобольске находился особый «разряд», то есть главное военно-административное управление, которому подчинялось несколько воеводств: Верхотурское, Пелымское, Туринское, Тюменское, Тарское, Сургутское, Березовское и Мангазейское со всеми слободами, острогами и зимовьями. Назначение на воеводство в Тобольск требовало от первого воеводы внимательности, предусмотрительности и энергичных мероприятий. Калмыцкие тайши, появившиеся со своими улусами в 1620-х годах на южных землях воеводств Тобольского разряда, и царевичи Кучумовичи продолжали совершать разорительные набеги на южносибирские владения Московского государства. Русское население в Сибири состояло из казаков, стрельцов, служилых людей и крестьян, переселявшихся с берегов Северной Двины, Сухоны и Вычегды. В феврале 1652 года по царскому указу воевода Василий Борисович Шереметев выехал из Тобольска в Москву, не дожидаясь своего преемника, князя Василия Ивановича Хилкова.
16 августа 1652 года В. Б. Шереметев «смотрел в кривой стол» во время обеда у царя патриарха Иосифа. 21 мая 1653 года Василий Борисович Шереметев был пожалован прямо из стольников в бояре. У сказки находился окольничий Семён Романович Пожарский, а боярство сказывал думный дьяк Семён Заборовский. Вскоре боярин В. Б. Шереметев был назначен первым воеводой в Яблонов «для приходу крымских и ногайских людей». Его товарищем и вторым воеводой стал окольничий Фёдор Васильевич Бутурлин. Фактически боярин Василий Борисович Шереметев, получивший почётное звание наместника белозерского, должен был возглавить оборону южной Белгородской укреплённой линии. Под его командование были переданы четырнадцать украинных воевод с своими гарнизонами. 5 июня после обеда у царя В. Б. Шереметев уехал из Москвы в Ливны, где провёл смотр детей боярских и казаков. Из Ливен В. Б. Шереметев прибыл в Яблонов, откуда должен был оказывать военную помощь украинскому гетману Богдану Хмельницкому в войне против Речи Посполитой.

### Война с Речью Посполитой
В 1654 году боярин Василий Борисович Шереметев принял участие в русско-польской войне 1654—1667 годов, в начале которой командовал южным корпусом (около 7 тыс. чел.) на южнорусской границе. В январе 1654 года в состав корпуса В. Б. Шереметева входило четыре солдатских полка (Александра Краферта, Ягана Краферта, Джона Лесли и Юрия Гутцина, не считая служилых людей и казаков. В марте 1654 года В. Б. Шереметев с корпусом прибыл в Рыльск, а воевода князь И. И. Ромодановский был отправлен на его место в Яблонов. 22 апреля 1654 года воеводы В. Б. Шереметев и Ф. В. Бутурлин, находившиеся в Рыльске, получили от царя приказ со всеми ратными людьми выступить на Киев и оказать военную помощь украинским казацким полкам под командованием Богдана Хмельницкого. К ним на соединение из Севска был отправлен воевода Андрей Васильевич Бутурлин. Только 6 мая А. В. Бутурлин со своим отрядом прибыл в Рыльск, откуда сразу же в качестве авангарда был отправлен в Путивль. 18 мая 1654 года главный воевода В. Б. Шереметев со своим войском прибыл в Путивль. Ещё по пути в Путивль В. Б. Шереметев получил новый приказ приостановить поход к Киеву и оставаться в Рыльске. 26 мая русское командование приказало В. Б. Шереметеву с войском отойти назад в Белгород или Карпово-Сторожевье, чтобы оборонять пограничные русские города от набегов крымских и ногайских татар. Воевода А. В. Бутурлин со своим отрядом получил приказ выступить на Украину для совместных действий с казацкими полками Богдана Хмельницкого. Весной и летом 1654 года угроза нападения на русские и украинские земли со стороны Крымского ханства была очень реальной. Большие силы крымских татар кочевали у Волчьих Вод, Овечьих Вод и у Солёного озера. В случае нападения крымских татар на русские земли с В. Б. Шереметевым должны были совместно действовать: окольничий князь Иван Иванович Ромодановский из Яблонова, боярин Никита Алексеевич Зюзин из Путивля и стольник Петр Михайлович Пушкин из Козлова. Лето и осень 1654 года боярин Василий Борисович Шереметев с полками простоял в Белгороде, охраняя южные русские рубежи от набегов крымских татар и ногайцев.
В декабре 1654 года В. Б. Шереметев получил от царя приказ выступить из Белгорода на Украину, чтобы соединиться с полками украинского гетмана Богдана Хмельницкого для совместной борьбы с поляками. В начале декабря В. Б. Шереметев отправил на помощь Б. Хмельницкому передовой отряд под командованием своего товарища и окольничего Фёдора Васильевича Бутурлина. 10 декабря сам Василий Борисович Шереметев с главными силами выступил из Белгорода на Украину. 19 декабря В. Б. Шереметев прибыл в Олешну, откуда на другой день двинулся дальше в Корсунь, стремясь стянуть туда русские войска из Киева и Белой Церкви. Василий Борисович Шереметев планировал объединить под своим командованием все русские войска на Украине, соединиться с казацкими полками Богдана Хмельницкого, после чего нанести удар польско-шляхетской армии и орде крымского хана. Между тем в ноябре 1654 года главные силы польской армии под командованием Станислава «Реверы» Потоцкого, соединившись с крымской ордой, начали военные действия на Украине. Казацкие отряды были вынуждены отступить из Шаргорода на восток. Объединённая польско-татарская армия двинулась маршем на Брацлав. Богдан Хмельницкий отправил для усиления гарнизона Брацлава 15-тысячный казацкий корпус под командованием генерального есаула Василия Томиленко. Сам украинский гетман Б. М. Хмельницкий с частью казацкого войска стал лагерем под Корсунем, а воевода Андрей Васильевич Бутурлин с русским отрядом стоял в Белой Церкви. В начале декабря 1654 года польско-татарские войска подступили к Брацлаву и вступили в кровопролитный бой с казаками. После тяжёлых боёв казаки покинули Брацлав и отступили в Умань. В середине января 1655 года польско-шляхетская армия, усиленная татарскими отрядами, двинулась из-под Брацлава на Умань. Поляки и крымские татары осадили Умань, но не смогли взять крепость штурмом. Умань защищал 10-тысячный казацкий отряд под командованием винницкого полковника Ивана Богуна. В осаде также находился соседний городок Ахматов, где укрылось 1500 казаков. Украинский гетман Богдан Хмельницкий и московский воевода Василий Борисович Шереметев, соединив свои силы, выступили на помощь осаждённой Умани.
19 января 1655 года Б. Хмельницкий и В. Б. Шереметев с русско-казацкой армией выступили из Ставищ на Ахматов и Умань, чтобы оказать помощь осаждённым гарнизонам и отбросить противника. Коронные гетманы Станислав «Ревера» Потоцкий и Станислав Лянцкоронский, узнав об их приближении, оставили под Уманью и Ахматовым часть войска и с главными силами выступили навстречу. Недалеко от Умани русские и казацкие полки на открытой местности устроили табор и укрепились в нём. Ночью превосходящие силы польско-татарской армии полностью окружили русско-казацкий укреплённый табор. Вначале противник смог ворваться в расположение табора и завязал рукопашный бой. В разгар битвы винницкий полковник Иван Богун совершил вылазку из Умани и внёс замешательство в ряды противника. Русские ратные люди и украинские казаки смогли отразить вражеский приступ. На следующий день ожесточённая битва продолжилась. На третий день Богдан Хмельницкий с казацким войском и воевода Василий Шереметев с пятью полками прорвали вражескую осаду и двинулись табором к Ахматову, продолжая отбивать вражеские нападения. Сражение, вошедшее в историю как битва на Дрожи-поле, продолжалось четыре дня и происходило «меж городов Ставищ и Охматова». Польско-шляхетские войска и крымско-татарская орда вынуждены были отступить за р. Буг. Боярин Василий Борисович Шереметев с русским войском прибыл в Белую Церковь, где соединился с отрядом окольничего Андрея Бутурлина. Богдан Хмельницкий с казацкими полками ушёл в Чигирин.
11 марта 1655 года главный воевода боярин Василий Борисович Шереметев был вызван с Украины в Москву и попал в царскую опалу. В. Б. Шереметев оставил после себя добрую память на Украине. В 1657 году после смерти гетмана Богдана Хмельницкого казаки просили русского царя Алексея Михайловича прислать к ним боярина В. Б. Шереметева «для успокоения междоусобия в малороссийских городах». В течение 1655 года опальный боярин Василий Шереметев был «не в удел» и находился в своих подмосковных вотчинах. Польский шляхтич и писатель Павел Потоцкий, находившийся в плену с 1655 по 1658 год в Москве, оставил интересный отзыв о В. Б. Шереметеве: «Не было бы предела к проявлению отличных воинских доблестей Василия Борисовича Шереметева, — они как бы наследственны в его знаменитой фамилии, — если бы к тому не поставлялись преграды самим же Московским двором, слишком ненадежным ценителем великого духа и славных деяний. Двор этот, как и везде, более справедлив к жалким паразитам, чем к мужам, рожденным для великих подвигов».
В конце декабря 1655 года Василий Борисович Шереметев вновь появился на придворной службе и участвовал в переговорах со шведскими послами. В следующем 1656 году В. Б. Шереметев несколько раз приглашался за царский стол. В мае 1656 года боярин Василий Борисович Шереметев сопровождал царя Алексея Михайловича в походе из Москвы в Смоленск, откуда 20 июня царь выступил во главе русской армии и двинулся на Ригу. В тот же день царь Алексей Михайлович назначил Василия Борисовича Шереметева первым воеводой в Смоленске. Его товарищами были назначены думные дворяне Иван Еропкин и Иван Загряжский.
В декабре 1656 года Василий Борисович Шереметев был назначен царём членом русского посольства, которое под руководством боярина князя Никиты Ивановича Одоевского должно было отправиться на сейм в Варшаву, чтобы обсудить возможность избрания царя Алексея Михайловича на польский королевский престол. В. Б. Шереметев должен был встретиться с главным послом, князем Н. И. Одоевским, в Вильно. В мае 1657 года В. Б. Шереметев выехал из Смоленска и прибыл в Борисов, где получил информацию о начале морового поветрия в Вильно. Несколько месяцев боярин Василий Борисович Шереметев проживал в Борисове, чтобы «ведать всякие дела и вести во всем княжестве Литовском в государевых городах, и про всякие дела и про вести писать к великому государю». Осенью 1657 года по царскому указу В. Б. Шереметев, оставив в Борисове своего товарища, воеводу Ивана Ржевского, выехал в Шклов. Весной 1658 года Василий Борисович Шереметев вернулся в Москву, где обедал за царским столом вместе с патриархом Никоном, а также с грузинским, касимовским и сибирскими царевичами.

### Киевское воеводство
6 апреля 1658 года боярин Василий Борисович Шереметев был назначен первым воеводой киевским. Его товарищами (заместителями) были назначены князь Юрий Никитич Борятинский и Иван Иванович Чаадаев. 5 мая 1658 года В. Б. Шереметев выехал из Москвы, но из-за плохих дорог и разлива реки Сейма приехал в Киев только 17 июня, где сменил окольничего Андрея Васильевича Бутурлина. По пути к Киеву местное украинское население радостно встречало Василия Шереметева, люди выходили к нему с иконами и просили прислать царских воевод в остальные города на Украине. Такой приём нового киевского воеводы Василия Борисовича Шереметева вызвал недовольство украинского гетмана Ивана Выговского, который заключил военный союз с Речью Посполитой и Крымским ханством, направленный против Русского государства. В. Б. Шереметев дважды приглашал Ивана Выговского приехать в Киев на переговоры, но украинский гетман под разными предлогами отказывался.
Летом 1658 года украинский гетман Иван Выговский начал военные действия против Русского царства. Выговский пригласил на помощь крымских татар и собирал казацкие полки для нападения на Киев. Киевский воевода Василий Шереметев сообщал в Москву о сложившейся обстановке, жаловался на недостаток в ратных людях и на скудость хлебных запасов. 23 августа Данила Выговский (брат гетмана И. Выговского) с большим казацко-татарским войском (более 20 тыс. чел) осадил Киев. В течение двух дней казаки пытались взять город штурмом. Русский гарнизон храбро отразил все вражеские приступы и захватил весь обоз Д. Выговского. Русские захватили в плен много казаков, которые по приказу В. Б. Шереметева были освобождены и отпущены по домам. Царь Алексей Михайлович отправил к киевскому воеводе Василию Борисовичу Шереметеву грамоту, в которой выразил удовольствие его действиями против Ивана Выговского и «милостивым» отношением к пленным. Киевский воевода Василий Борисович Шереметев пользовался поддержкой архимандрита Киево-Печерской лавры Иннокентия Гизеля, киевского полковника Василия Дворецкого и нежинского протоиерея Максима Филимонова.
В конце октября 1658 года гетман Иван Выговский и его брат Данила Выговский с 50-тысячным казацким войском и 6-тысячным вспомогательным татарским корпусом подступили к Киеву. Василий Борисович Шереметев, получив от преданных людей данные о приближении гетмана, успел приготовиться к осаде, под его командованием было 7500 человек. Русский гарнизон отбил вражеские приступы.
Иван Выговский вступил в мирные переговоры с Василием Шереметевым, чтобы выиграть время, ожидая помощи от Речи Посполитой. Осаждающие стали лагерем под Ржищевым и 9 ноября прислали в Киев своих представителей на переговоры. Гетманские уполномоченные от имени Ивана Выговского принесли в церкви присягу на верность русскому царю Алексею Михайловичу. В январе 1659 года польское правительство прислало на помощь Ивану Выговскому вспомогательный корпус (3800 чел.), состоящий из поляков, волохов и сербов. 19 января украинский гетман Иван Выговский вторично попытался взять Киев, но был отражён русским гарнизоном. После победы В. Б. Шереметев разослал во все украинские города воззвания, напоминая украинцам обо всех бедствиях, которые они понесли от польско-шляхетского владычества, и обещал вместе с ними стоять против гетмана-изменника Ивана Выговского. В августе 1659 года Данила Выговский вновь попытался взять Киев, но был разбит московскими воеводами, князем Борятинским и Чаадаевым. Сам Данила Выговский был захвачен в плен. Вскоре украинский гетман Иван Выговский, лишившись поддержки большинства полковников, отказался от гетманства и бежал в польские владения.
В ноябре 1659 года на казацкой раде в Переяславе, где присутствовали князь Алексей Никитич Трубецкой, боярин Василий Борисович Шереметев и князь Григорий Григорьевич Ромодановский, новым гетманом Украины был избран Юрий Богданович Хмельницкий. Царь Алексей Михайлович отправил в Киев стольника князя Григория Фёдоровича Щербатова, чтобы тот сказал «милостивое царское слово» и передал золотые Василию Борисовичу Шереметеву, его товарищам и ратным людям. 4 ноября В. Б. Шереметев с войском двинулся в поход из Киева на Брацлавщину, навстречу Ивану Выговскому и Андрею Потоцкому, которые собирались идти на выручку Чигирину, осаждённому запорожскими казаками. 26 ноября в битве под Хмельником В. Б. Шереметев нанёс поражение польско-казацким войскам И. Выговского и А. Потоцкого. После своего возвращения в Киев Василий Борисович Шереметев получил через стряпчего Яковлева присланный царём «золотой в восемь золотых». Кроме Киева, царские воеводы с гарнизонами стояли в Переяславе, Нежине, Чернигове, Белой Церкви и Брацлаве, все они подчинялись Василию Борисовичу Шереметеву.
В начале 1660 года киевский воевода В. Б. Шереметев попросил у царя Алексея Михайловича разрешения прибыть в Москву, чтобы встретиться с семьёй и устроить домашние дела. Царь не разрешил ему отлучаться из Киева, так как на Украине «государево дело в конец ещё не приведено». Вскоре Василий Шереметев получил из Умани сведения о приближении к Могилёву польско-татарского войска под командованием коронного гетмана Станислава «Реверы» Потоцкого, коронного обозного Андрея Потоцкого, коронного писаря Яна Сапеги и Ивана Выговского. Киевский воевода В. Б. Шереметев отправил против противника войско под командованием князя Григория Афанасьевича Козловского. При приближении русского войска польские военачальники отступили в Польшу, а татары ушли в Крым. После этого киевский воевода Василий Борисович Шереметев вторично ходатайствовал перед царём об отпуске в Москву, но получил новый отказ.
Весной 1660 года царское командование решило предпринять крупное наступление русско-казацкой армии вглубь Речи Посполитой. 6 мая 1660 года царь Алексей Михайлович отправил в Киев к В. Б. Шереметеву стряпчего Михаила Головина с денежной наградой (600 руб.) и грамотой. В конце царской грамоты Алексей Михайлович писал: «И мню, что ни к кому такой милости и жалованья от веку не бывало и не слыхано, как Божия милость и наше, великого государя, милостивое жалованье к тебе, боярину нашему и воеводе, учинилось. И незабытно мы, великий государь, службу твою и раденье, при всей нашей царской думе, в своих царских полатах похваляем, и при всем нашем царском синклите; и по всему нашему Московскому государству служба твоя явно прославляетца; и впредь у Бога и у нас, великого государя, служба твоя николи забвенна не будет. И тебе б, боярину нашему и воеводе, того, что тебе, по нашему, великого государя, указу, к Москве ехать не велено, во оскорбленье себе не ставить, а поставить бы то себе в милость Божию и в наше, великого государя, в премногое жалованье; и сею нашей грамотой утешатися, и стряпчего нашего Михаила Головина, жалуючи тебя, боярина нашего и воеводу, послали ево к тебе, боярину нашему и воеводе, нарочно для твоего утешения».
В начале августа 1660 года воевода Василий Борисович Шереметев с русским войском выступил из Киева на польские владения. По пути к нему присоединились со своими отрядами воеводы князья Осип Иванович Щербатов из Переяслава и Григорий Афанасьевич Козловский из Умани. Под командованием В. Б. Шереметева находилось до 15 тысяч русских ратных людей. Вместе с ним из Киева выступил наказной гетман и переяславский полковник Тимофей Цецюра с казацким войском (до 20 тыс. чел.). Совместно с армией Шереметева должно было действовать казацкое войско (от 20 до 30 тыс. чел.) под предводительством гетмана Юрия Богдановича Хмельницкого. Василий Шереметев планировал в Слободищах соединиться с Ю. Хмельницким, чтобы затем совместно наступать на Львов. 27 августа украинский гетман Ю. Хмельницкий пригласил московского воеводу В. Б. Шереметева прибыть под Меджибож, куда и сам обещал вскоре прибыть. Василий Шереметев собрал военный совет, на котором князь Г. А. Козловский выступил против похода вглубь Польши и предлагал укрепить русскими гарнизонами украинские города. Однако главный воевода В. Б. Шереметев настоял на продолжении наступления из-под Котельны на Меджибож.
Польский король Ян Казимир, получив донесения о русско-казацком походе на Украину, отправил свои войска навстречу неприятелю. На Волыни, под Меджибожем, сосредоточилась 30-тысячная польская армия под командованием коронных гетманов Станислава «Реверы» Потоцкого и Ежи-Себастьяна Любомирского. В конце августа на помощь к полякам прибыла крымско-татарская орда (15 тыс. чел.) под предводительством царевичей Мурад Герая и Сафа Герая. В. Б. Шереметев упустил благоприятный момент и не пошёл на польское войско тогда, когда крымские татары ещё не прибыли. В последних числах августа В. Б. Шереметев с войском выступил из Котельны на Меджибож. Польско-татарские войска, имевшие численное превосходство, в боевом порядке двинулись ему навстречу.
4 сентября 1660 года между русско-казацким и польско-татарским войсками произошёл первый бой под местечком Любар, на Волыни. Русские и казаки ночью возвели земляной вал и укрепились в походном обозе. Вражеские приступы были отбиты. Русские временами производили вылазки из укреплённого табора. Однако положение русского войска с каждым днём стало ухудшаться. Началась нехватка припасов и фуража. Татарские отряды перерезали все пути сообщения. Украинский гетман Юрий Хмельницкий с казацкими полками на соединение с Василием Шереметевым все ещё не явился.
В такой обстановке главный воевода боярин В. Б. Шереметев принял решение об отступлении на Чуднов. После двухдневной подготовки утром 16 сентября русские войска вышли из окопов, построились в подвижный табор и, двигаясь между рядами телег, направились к местечку Чуднов. Польский писатель Зеленевич, сравнивая Шереметева с знаменитым полководцем XVI века, герцогом Пармским, говорит так: «Не подлежит сомнению, что и Шереметев должен быть прославлен, так как употребленный им способ отступления замечателен во всех отношениях».
Польские войска бросились в погоню за отступающей русской армией. Поляки атаковали русский табор с фронта, но с большими потерями были отражены. Когда русское войско переправлялось по сооружённой гати через болото, уже недалеко от Чуднова, полякам с помощью пушек удалось отбить треть табора. Русские и казаки с оставшимся табором продолжили движение, отбивая многочисленные атаки противника. 17 сентября В. Б. Шереметев вступил в Чуднов и занял неудобную для обороны позицию на р. Тетерев. Поляки захватили стоявший на горе Чудновский замок. Польские войска при поддержке татарской конницы окружили расположенный в низине русский укреплённый лагерь и стали его обстреливать из артиллерии. Василий Шереметев был со всех сторон блокирован польско-татарскими войсками. Сами поляки говорили, что он «окружен, как волк на охоте». В рядах русского войска начался голод. 26 сентября В. Б. Шереметев принял решение с боем прорваться, чтобы вынудить поляков отодвинуть свои позиции и добыть припасов. Поляки вынуждены были отступить за р. Тетерев, а русские смогли получить от жителей Чуднова немного хлебных запасов, зарытых в ямах.
27 сентября 1660 года украинский гетман Юрий Хмельницкий с казацким войском прибыл в местечко Слободищи, находившееся в 15 верстах от Чуднова, но не стал оказывать помощи осаждённым русским войскам. Великий гетман коронный Станислав «Ревера» Потоцкий отправил часть польско-татарской армии под командованием польного гетмана коронного Ежи Любомирского и крымского нурэддина против Юрия Хмельницкого. Поляки и крымские татары нанесли поражение казацкой армии Юрия Хмельницкого, который сообщил об этом Василию Шереметеву. 28 сентября В. Б. Шереметев попытался прорваться из-под Чуднова к Слободищам, но был отражён поляками и крымскими татарами. 4 октября Василий Шереметев предпринял вторую попытку пробиться к Слободищам, но польские военачальники узнали о планах Шереметева от казака-перебежчика. По свидетельству польских историков «день 4 (14) октября, был самый ужасный, самый кровопролитный из всех доселе бывших. Подобного ему уже не было и не будет… Московиты сражались с крайним отчаянием. Старые польские солдаты, участники многих кровопролитных битв, говорили, что в таком адском огне они ещё не бывали. Они сравнивали поле битвы с огненной кипящей рекой». В ожесточённой битве, продолжавшейся четыре часа, русские потерпели поражение. Юрий Хмельницкий не пришёл на помощь Василию Шереметеву. Пропольская группа казацкой старшины вынудила гетмана Ю. Хмельницкого вступить в сепаратные переговоры с польским командованием. 8 октября был заключен Слободищенский трактат, по условиям которого Гетманщина возвращалась в состав Речи Посполитой. Узнав о переходе гетмана Юрия Хмельницкого на сторону Польши, наказной гетман Тимофей Цецюра, войска которого сражались вместе с русскими полками Василия Шереметева, вскоре покинул армию царского воеводы. В октябре второй киевский воевода князь Юрий Барятинский с отрядом из 4 288 человек двинулся на помощь Василию Шереметеву, но смог дойти только до Брусилова. Польские гетманы направили против него крупные силы во главе с Яном Собеским, и князь вернулся обратно в Киев. В осаждённом русском лагере вспыхнули болезни и голод. 15 октября В. Б. Шереметев вступил в переговоры с польским командованием. 23 октября 1660 года русская армия под командованием боярина Василия Борисовича Шереметева капитулировала. По условиям договора русские гарнизоны должны были покинуть Киев, Переяслав, Нежин и Чернигов. Великий гетман коронный Станислав «Ревера» Потоцкий, чтобы убедить крымских татар согласиться на заключение мира, обещал крымскому нурэддину передать ему самого В. Б. Шереметева с другими русскими пленниками. 26 октября главный воевода В. Б. Шереметев с русскими начальными людьми и дворянами (около 200 чел.) выехал в польский лагерь. На полпути поляки напали на русских и отобрали значительную часть имущества. Русские ратные люди вынуждены были сдать оружие, артиллерию и боеприпасы полякам. После капитуляции крымские татары ворвались в русский лагерь, где перебили и захватили в плен до 8 тыс. чел. На следующий день по требованию нурэддина Мурад Герая польское командование вынуждено было передать татарам главного московского воеводу В. Б. Шереметева. Его заместители, князья Козловский и Щербатов, остались в польском плену.

### Крымский плен
После обеда у польного гетмана Ежи Себастьяна Любомирского Василий Борисович Шереметев сел в карету, запряженную шестёркой великолепных лошадей. За ним следовали пять телег с поклажей и одиннадцать слуг, а далее ехали на повозках сто человек, особо преданных Шереметеву и решивших остаться с ним в плену. Пленника с его свитой охранял конвой из трёхсот татарских всадников. В течение семи недель крымские татары везли В. Б. Шереметева по степи. Крымцы, опасавшиеся преследования и потери ценного пленника, везли его окольными путями. 13 декабря 1660 года Василий Борисович Шереметев был доставлен в Бахчисарай, где его принял хан Мехмед Герай и его главный министр Сефер-Гази-ага. Затем его лишили всех слуг и заключили в кандалы.
Известие о разгроме русской армии под Чудновом и пленении В. Б. Шереметева дошло до Москвы в конце ноября. Царское правительство решило попытаться выкупить Шереметева из татарского плена. В декабре 1660 года в Крым был отправлен дьяк Иван Татаринов, который должен был вести переговоры о выкупе за Шереметева. 20 января 1661 года Татаринов приехал в Бахчисарай, где встретился с Сефер-Гази-агой и Шереметевым. Переговоры об освобождении закончились безрезультатно. 21 февраля 1661 года пленный Василий Борисович Шереметев был заключён в крепость Чуфут-Кале. В татарском плену В. Б. Шереметев провёл двадцать один год, за которые сменилось четыре хана: Мехмед IV Герай, Адиль Герай, Селим I Герай и Мурад Герай.
Все это время русское правительство вело переговоры о выкупе Василия Борисовича. Царь Алексей Михайлович решил выплатить из государственной казны за освобождение В. Б. Шереметева 25 тысяч рублей. Жена Шереметева Прасковья Васильевна (урождённая Третьякова) начала в Москве сбор пожертвований. Родственники Василия Борисовича, Шереметевы, враждебно относились к нему и к его семье: они не только не оказали денежной помощи для выкупа его из плена, но во время его отсутствия притесняли его семью, как это видно из отписки Шереметева царю Алексею Михайловичу: «И от того разорения женишка моя и сынишка и бедная моя дочеришка голодны и живут без меня с великой нужею: хлеб и дрова покупают дорогой ценой и от того одолжяли… А сынишка мой человеченка молодой и бессемеен и пуст, родителей старых никово нет, а и есть свои, и оне не добры, теснят сынишка моего деревенской теснотой без меня, видя мой упадок великий и одиночество».
Царь Алексей Михайлович, жалея В. Б. Шереметева, часто обнадеживал его утешительными, милостивыми грамотами и посылал ему разные дары. В течение плена имя Василия Борисовича Шереметева из года в год значилось в боярском списке, с прежним денежным окладом в 400 рублей. Ежегодно в Крым ему посылалось 200—300 рублей. За время своего плена Василий Борисович Шереметев много перетерпел и физически, и нравственно, и не раз переходил от надежды к отчаянию и обратно: освобождение его из плена казалось иногда не только возможным, но весьма близким, а затем, в силу разных обстоятельств, опять откладывалось на неопределённое время. В 1662 году из польского плена были освобождены московские воеводы князь О. И. Щербатов, князь Г. А. Козловский и дворянин И. П. Акинфеев, которые были обменены на польного гетмана литовского Винцента Гонсевского. В 1664 году османский султан потребовал, чтобы пленный В. Б. Шереметев был привезён в Стамбул, но крымский хан отказался это сделать. Осенью 1665 году хан Мехмед Герай, попытавшийся наладить мирные отношения с Русским государством, прислал к пленному Шереметеву своё доверенное лицо для предварительных переговоров. В. Б. Шереметев ничего не мог обещать, не имея на то никаких полномочий, и из осторожности так ответил ханскому посланцу: «Как пошлет царь к великому государю посланника а с ним о чём писать будет к великому государю, и великий государь велит ответ учинить; а что в великого государе грамоте писано будет к царю, и они в те поры ведать будут».
Весной 1666 года султан отстранил от престола хана Мехмед Герая и назначил новым крымским ханом Адиль Герая. Мехмед Герай вместе с семьёй и приближёнными вынужден был покинуть Крым. Ночью 4 апреля хан тайно увёз с собой из Чуфут-Кале пленного боярина В. Б. Шереметева. По показанию самого Шереметева Мехмед Герай возил его с собой «более пятисот верст в телеге, в кандалах; и многие реки вплавь, в телеге, на арканах волочили и дорогой замучил было до смерти». Ширинские беи бросились в погоню за ханом и настигли его за рекой Кубанью. Царевичи, сопровождавшие хана, хотели убить Шереметева, чтобы он никому не достался, но беи их отговорили и убедили вернуть знатного пленника. 19 мая В. Б. Шереметев был доставлен обратно в Крым, где был хорошо принят новым ханом Адиль Гераем и его шурином, великим визирем Ислам-агой. По ханскому приказу Шереметев был вновь заключён в темницу Чуфут-Кале.
В правление Адиль Герая участь В. Б. Шереметева, благодаря заступничеству Ислам-аги и его матери, была облегчена. 15 июня 1666 года с Шереметева были сняты кандалы и открыты окна в темнице. Хан Адиль Герай согласился выпустить Шереметева из плена, вначале он потребовал за него 70 тысяч ефимков и освобождения 50 пленных татар, а потом уменьшил размер выкуп и запросил 60 тысяч ефимков. Московское правительство, занятое мирными переговорами с Речью Посполитой, не спешило заниматься выкупом В. Б. Шереметева. В январе 1668 года на берегу Дона должен был состояться русско-татарский съезд для утверждения мира. В это время Шереметев был переведён из крепости Чуфут-Кале в слободу Мариамполь, в окрестностях Бахчисарая. Адиль Герай, уверенный в скором получении выкупа, даже собирался перевести В. Б. Шереметева в Азов, чтобы «было к окупу ближе», но его отговорили приближённые. Однако мирные переговоры были отложены. В марте 1669 года хан отправил в Москву посла Шахтемира «для договору о мирном утверждении». Пленный Василий Шереметев был доставлен в Гезлев, где он должен был оставаться до присылки за него выкупа. Ханский посол Шахтемир прожил в Москве целый год, во время которого В. Шереметев был возвращён в Чуфут-Кале. Только 27 апреля 1670 года был заключён мирный договор с Крымским ханством, по условиям которого русское правительство обязывалось отправлять в Крым ежегодные поминки. Москва обязалась выплатить за освобождение В. Б. Шереметева 60 тысяч ефимков или 30 тысяч золотых. Обе стороны договорились об обмене пленниками в Валуйках. Затем ещё восемь месяцев шли переговоры о месте размена пленных. Царь настаивал, чтобы обмен произошёл в Валуйках, а крымцы требовали, чтобы обмен состоялся на р. Донце. Царское правительство обещало прислать ратных людей для охраны казны, и хан Адиль Герай согласился на размен в Валуйках. 29 апреля 1671 года В. Б. Шереметев был на приёме у хана Адиль Герая, который отпустил его «с великой честью». 1 мая Шереметев в сопровождении знатных татарских князей выехал из Бахчисарая. В это же время султан, недовольный правлением Адиль Герая, назначил новым крымским ханом Селим Герая. 7 мая Василий Шереметев был остановлен в окрестностях Перекопа.
Новый хан отказался производить обмен пленными и приказал вернуть В. Б. Шереметева в Чуфут-Кале. Здесь 8 октября В. Б. Шереметев получил от царя милостивую грамоту и 200 золотых червонцев. С воцарением Селим Герая у Шереметева установились плохие отношения с его приближёнными, которые, по словам самого пленника, были «в нравах своих злые». Только в 1675 году Батыр-ага, приближённый хана Селим Герая, стал уговаривать хана освободить из плена В. Шереметева. Однако 29 января 1676 года скончался царь Алексей Михайлович. Его преемник Фёдор Алексеевич возобновил переговоры о возвращении из татарского плена Василия Борисовича Шереметева. 22 февраля 1678 года на имя В. Б. Шереметева в Крым была доставлена грамота царя Фёдора Алексеевича о присылке выкупа за него к донским казакам. Такая же грамота была привезена и к крымскому хану Селим Гераю. Однако весной 1678 года османский султан отстранил от трона Селим Герая и назначил новым крымским ханом Мурад Герая. В апреле новый хан прислал к казакам на Дон своего человека, который убедился в доставке туда казны и осмотрел её. Но освобождение В. Б. Шереметева опять было отложено. По приказу султана крымский хан Мурад Герай принял участие в новой войне с Русским государством и ходил в поход на Чигирин.
Только осенью 1681 года после заключения Бахчисарайского мирного договора между Россией и Крымским ханством Василий Борисович Шереметев смог получить долгожданную свободу.
В плену Василий Борисович, несмотря на своё высокое положение, содержался в нечеловеческих условиях. Сам Шереметев писал царю Алексею Михайловичу: «Хан мучил меня, никого так никто не мучит, которые есть государевы люди у мурз, у аг, и у чёрных татар. Кандалы на мне больше полпуда; четыре года беспрестанно я заперт в палату, окна заделаны каменьями, оставлено только одно окно. На двор из избы пяди не бывал я шесть лет и нужу всякую исполняю в избе; и от духу, и от нужи, и от тесноты больше оцынжал, и зубы от цынги повыпадали, и от головных болезней вижу мало, а от кандалов обезножел, да и голоден». Наконец в 1681 году ослепшего и тяжелобольного Шереметева хан согласился отпустить за выкуп. Вернувшись на родину, через полгода Василий Борисович скончался.

### Освобождение из плена и последние дни
3 ноября 1681 года под Переволочной на Днепре между русскими и татарами произошёл обмен пленными. Во главе русской делегации находился курский воевода князь Петр Иванович Большой Хованский, который прибыл в сопровождении большого войска. Крымский хан Мурад Герай прислал к месту обмена Каплан-мурзу Мансура с 15-тысячным татарским войском. Василий Борисович Шереметев, переправившись на другой берег Днепра, был торжественно встречен большой делегацией и артиллерийским салютом. Вместе с В. Б. Шереметевым был освобождён из татарского плена князь Андрей Григорьевич Ромодановский. 8 ноября князь П. И. Хованский вместе с освобождёнными пленниками двинулся из Переволочны в Курск. По царскому указу боярин Василий Борисович Шереметев и все остальные люди, возвратившиеся из плена, должны были остановиться в Хотмыжске. В конце ноября по новому царскому указу В. Б. Шереметев выехал из Хотмыжска в свою коломенскую вотчину — село Чирково.
25 декабря 1681 года Василий Борисович Шереметев был представлен в Москве царю Фёдору Алексеевичу. В Передней палате его представил царю думный дьяк посольского приказа Ларион Иванович Пашин. После возвращения в Москву Василий Борисович Шереметев занял пятое место в Боярской думе. 21 февраля 1682 года Шереметев вместе с другими боярами был в Передней палате у руки новой царицы Марфы Матвеевны (урождённой Апраксиной), 23 февраля — за столом у государя, в Столовой палате. Это было последнее появление В. Б. Шереметева при царском дворе.
21 апреля 1682 года тяжелобольной Василий Борисович Шереметев составил духовное завещание, а через три дня, 24 апреля (4 мая) 1682 года, скончался. За время неволи его жена и единственный сын Иван умерли. Наследство Василий Борисович оставил своему двоюродному брату — боярину Петру Васильевичу Большому Шереметеву и его старшему сыну — боярину и будущему графу Борису Петровичу Шереметеву.

## Семья
Василий Борисович Шереметев был женат дважды. Его первой женой была Мария Ивановна Гавренёва. Дети: Иван Васильевич Шереметев (ум. 1667), был женат на княжне Евдокии Петровне Пожарской, дочери князя Петра Дмитриевича Пожарского.
Вторично женился на Прасковье Васильевне Третьяковой (ум. 1680). Дети: Евфимия Васильевна Шереметева, жена князя Якова Алексеевича Голицына.